# Iglesia del Inmaculado Corazón de María (Kémerovo)
La Iglesia del Inmaculado Corazón de María (en ruso: Храм Непорочного Сердца Пресвятой Девы Марии) es una iglesia católica en Kémerovo en el Kuzbáss en Rusia. Esta es la segunda iglesia católica en la zona que se construirá desde la Revolución de octubre de 1917, siendo la primera la iglesia de San Juan Novokuznetsk, dedicada hace algunos años. Depende de la diócesis de Novosibirsk .
Los sacerdotes de la Congregación de los Redentoristas están activos en el área de trabajo de Kuzbáss desde 1996. Los fieles se encontraban en apartamentos privados en pequeños grupos para sus celebraciones . La primera misa celebrada en público en Kémerovo se realizó el 22 de diciembre de 1996 en una habitación alquilada de la casa de la cultura .
La parroquia siguió esperando diez años antes de recibir permiso para obtener un terreno para construir una iglesia que se consagró el 27 de septiembre de 2009 en honor del corazón Inmaculado de María y con la participación del obispo Joseph Werth, responsable de la diócesis.